# پاروس
پاروس (به لاتین: Paros) یک جزیره در یونان است.
این جزیره در مرکز دریای اژه قرار دارد.